# Modala glasbruk
Modala glasbruk var ett svenskt glasbruk i nuvarande Emmaboda kommun. 
Modala glasbruk anlades 1894, men driften nedlades redan 1914.. Författaren Vilhelm Moberg, uppvuxen i det närbelägna Moshultamåla, arbetade som barn vid glasbruket med att bära ved. 
Glasbrukets arkiv förvaltas av Kristallmuseet i Broakulla (Johansfors).

## Galleri

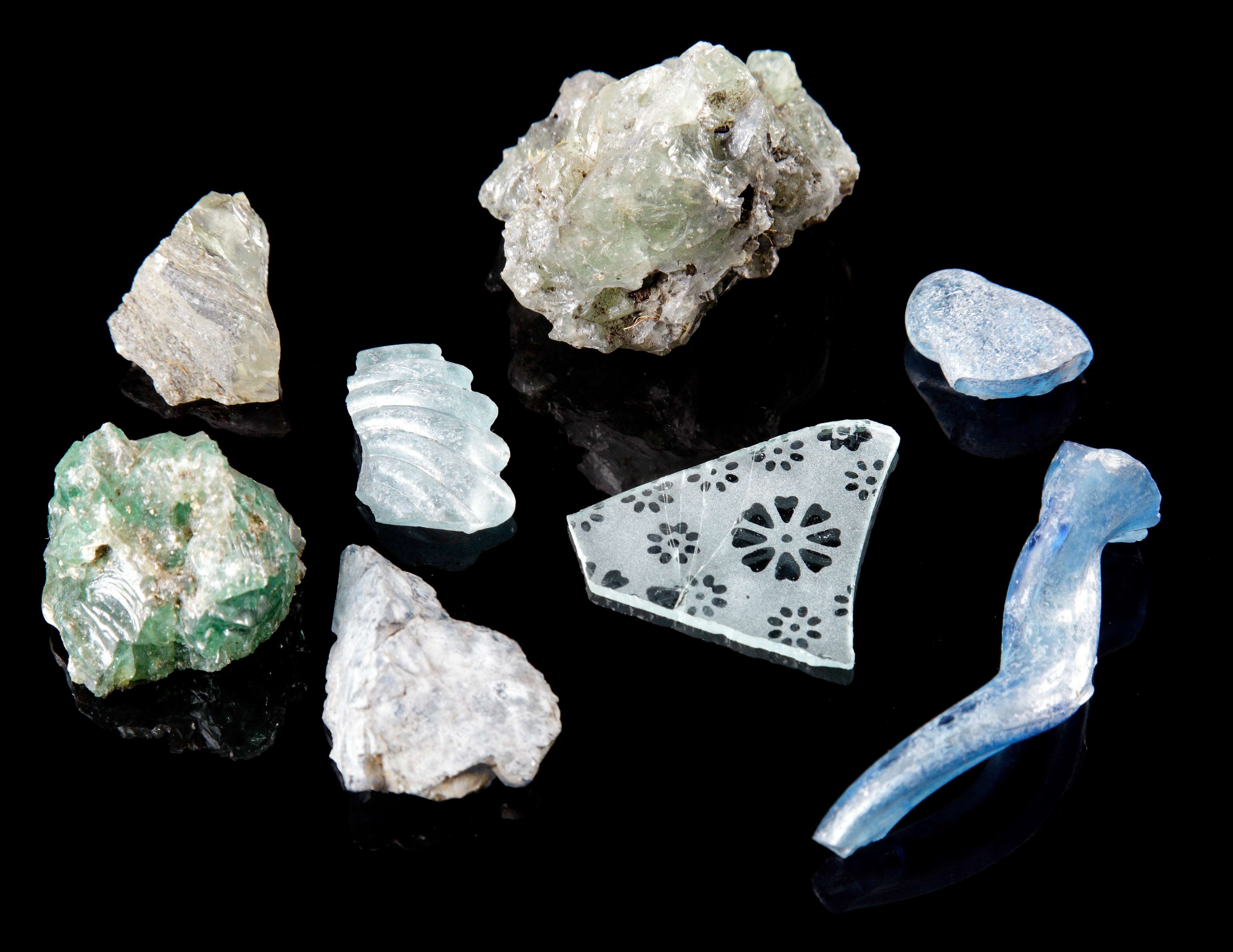
Glasfragment från Modala glasbruk